# Prevenção secundária
Prevenção secundária é o conjunto de ações que visam identificar e corrigir o mais precocemente possível qualquer desvio da normalidade, de forma a colocar o indivíduo de imediato na situação saudável, ou seja, têm como objetivo a diminuição da prevalência da doença.Visam ao diagnóstico, ao tratamento e à limitação do dano.
Um exemplo é o rastreio do câncer do colo uterino, causado pela transmissão sexual do HPV).
A prevenção secundária consiste em um diagnostico precoce e tratamento imediato.
| Formas de prevenção        | Formas de prevenção | Formas de prevenção | Ponto de vista do médico                                     | Ponto de vista do médico                                      |
| Formas de prevenção        | Formas de prevenção | Formas de prevenção | Doença                                                       |                                                               |
| Formas de prevenção        | Formas de prevenção | Formas de prevenção | ausência                                                     | presença                                                      |
| Ponto de vista do paciente | Enfermidade         | ausência            | Prevenção primária (enfermidade ausência doença ausência)    | 'Prevenção secundária' (enfermidade ausência doença presença) |
| Ponto de vista do paciente | Enfermidade         | presença            | Prevenção quaternária (enfermidade presença doença ausência) | Prevenção terciária (enfermidade presença doença presença)    |